# Sluneční kult ve starověkém Egyptě
Sluneční kult ve starověkém Egyptě je spojen s uctíváním slunečních božstev, která jsou vnímána jako generativní síly, síly zrození a koloběhu.[zdroj?]

## Vznik a vývoj
Vzniká ve Staré říši, a to před dobou vlády faraona Necericheta ze 3. dynastie.
Za vlády panovníka Radžedefa dochází ke standardizaci slunečního kultu a podoby kněžstva. Rovněž vznikají pyramidové komplexy rozestavěné podle vypozorované dráhy Slunce. Současně pozorujeme nárůst jmen se základem Re nebo Ra.
Za vrcholnou fázi vývoje slunečního kultu ve Staré říši bývá považována 5. dynastie. Prvních 6 panovníků této dynastie si nechalo postavit sluneční chrámy. Od konce 5. dynastie však již budovány nejsou. Největším zdrojem informací o slunečním kultu jsou texty pyramid.
Sluneční kult boha Ra byl v pozdějších dobách spojen s dalšími teologiemi. Vznikali tak Nejvyšší bohové se jmény Osiris-Ra (jako v Knize Amduat), Chnum-Ra (jak je zaznamenáno v chrámu v Esně), Horus-Ra (tedy Re-Harachtej, jak je to zaznamenáno například na gízské stéle Tutmose IV. u tváře sfingy), Sobek-Ra (jako například v chrámu v Kom Ombo), a především Atum-Ra a Amon-Ra, který byl nejznámějším bohem Střední i Nové říše.
Sluneční kult byl znovu uchopen panovníkem 18.dynastie Amenhotepem IV., který se přejmenoval na Achnatona a zavedl náboženskou reformu, která měla za cíl učinit Nejvyšším bohem Atona (tedy sluneční disk). Tato reforma však byla odmítnuta většinou kněžstva i obyvatelstva a byla rychle převedena zpět do kultu boha Amona.

## Božstva
Sluneční kult je spojen se jmény Ra (Re), Amon, Aton, Atum (varianty těchto jmen). Specifikem egyptských božstev a i slunečních božstev je, že se jedná vlastně o kosmický princip a jednotliví bohové se prolínají, popř. jsou zaměnitelní.[zdroj?]
Vycházející Slunce bylo reprezentováno bohem Chepre a jako takové zobrazováno jako skarabeus (neboli brouk hovnivál).

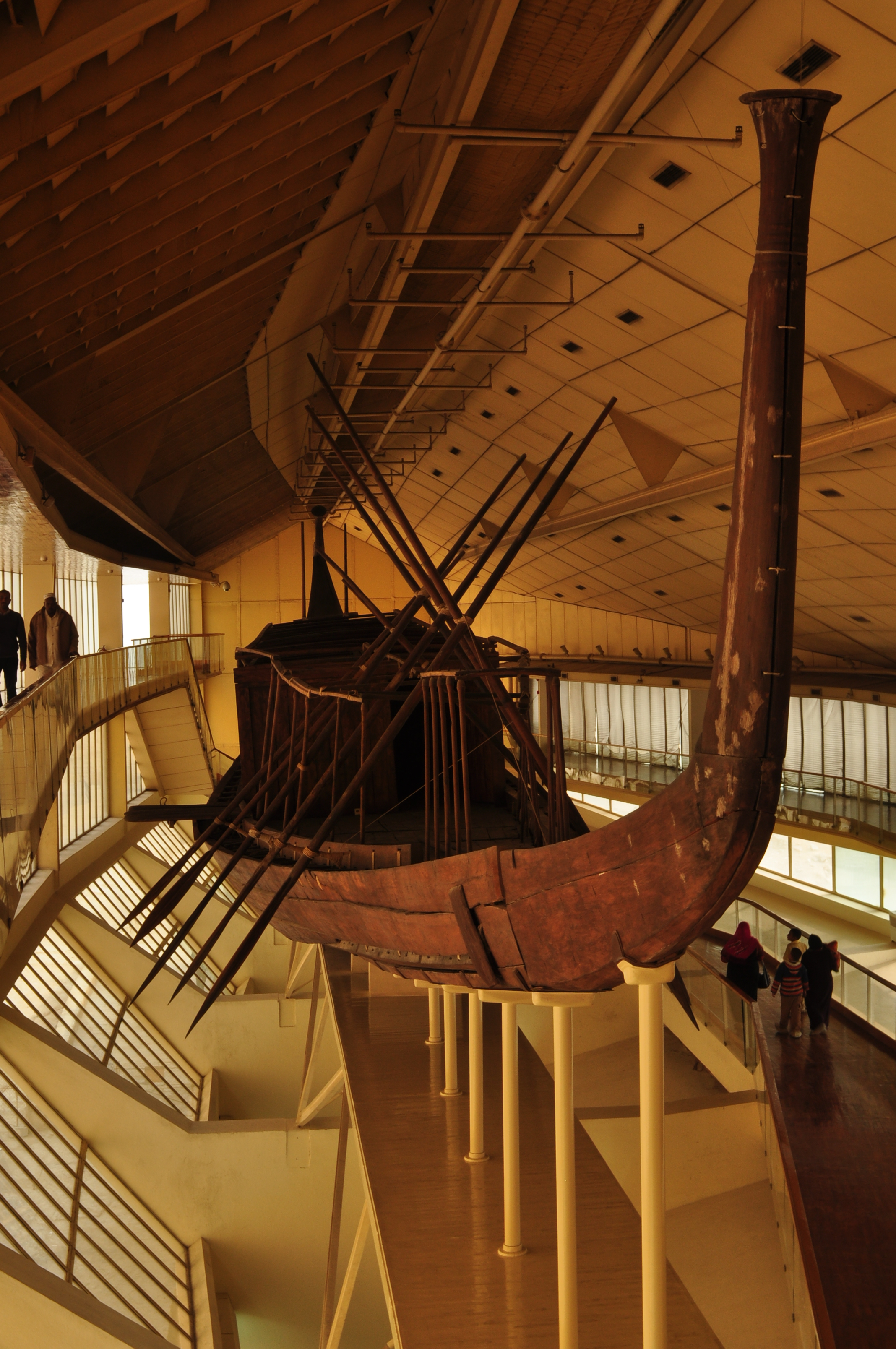
Sluneční bárka boha Ra (rekonstrukce, Gíza)

## Kult
Sluneční bůh byl uctíván jako praotec bohů, duchovní Otec lidstva a prapočátek všeho živého, rodí se z něj faraon a vlastně všechno živé. Rovněž je božstvem vzkříšení k novému životu. Ke Slunci také po smrti stoupá duše člověka.

### Sluneční bárka
Sluneční bárka je byla symbolickým vozidlem Nejvyššího boha. V ní plul po obloze a v noci podsvětím.
Na sluneční bárce boha Ra bývá často zobrazován bůh Thovt spolu s vidoucím okem boha Ra. Rovněž bohyně Maat je zobrazována na sluneční bárce.